# まつやまいぐさ
まつやま いぐさは、日本のイラストレーター、漫画家。

## 作品

### キャラクターデザイン
- 牧場物語シリーズ各作品（1996年 - ） - 第1作『牧場物語』、『やすらぎの樹』及び『わくわくアニマルマーチ』を除く
- ぬし釣りシリーズ
  - 川のぬし釣り ワンダフルジャーニー（PlayStation 2、2005年）
  - 川のぬし釣り3&4（ゲームボーイアドバンス、2006年）
  - 川のぬし釣り こもれびの谷せせらぎの詩（ニンテンドーDS、2007年）
- モンスタニア（スーパーファミコン、1996年）
- マジカル頭脳パワー（PlayStation、1998年）
- エアーズ（PlayStation、1999年）
- Ｉ -アイ-（Android、iOS搭載スマートフォンアプリ、2015年）[1]
- リトルドラゴンズカフェ -ひみつの竜とふしぎな島- （PlayStation 4/Nintendo Switch、2018年）

### イラスト
- 牧場物語シリーズの攻略本（イラスト描き下ろし）

### 漫画
- 牧場物語・ピート編（小学四年生、1997年4月号 - 1998年3月号）
- 牧場物語・クレア編（小学四年生、1998年4月号 - 1999年3月号）

上記2作品の単行本は『牧場物語 ハーベストムーン』の予約特典で入手することができた。
- 牧場物語シリーズの公式ガイドブックのおまけ漫画（小学館）
- Pa・Pi・Puペットストリート（小学四年生、1999年4月号 - 2000年2月号） - 原案：WiZ
- ぞくぞくヒーローズ（小学三年生・小学四年生、2000年4月号 - 2001年3月号） - 原作：十八VAN PLANNING、キャラクターデザイン：樫本学ヴ

## その他
- まつやまが描くイラストのほとんどに犬の肉球を模したマークが描かれている。これはまつやまの分身とされる犬のキャラクター・アルフのサインという設定である[2]。
- 牧場物語シリーズの初代主人公・ピートの帽子から飛び出した特徴的な前髪は『巨人の星』の登場人物である花形満をイメージしたもので、小さなドット絵でもキャラクターとして識別できる特徴を出すためそのような髪型にしたという[2]。
- 牧場物語シリーズでは、一番描きやすく、また馴染み深いキャラクターとしてピートを挙げている。ピートはゲームの主人公であるため漫画でも主人公だが、主人公故にキャラが立ち、段々と下品なキャラクターになってしまったという[2]。